# 4948 Hideonishimura
A 4948 Hideonishimura (ideiglenes jelöléssel 1988 VF1) a Naprendszer kisbolygóövében található aszteroida.  fedezte fel 1988. november 3-án.